# Moravci
Moravci (cyr. Моравци) – wieś w Serbii, w okręgu kolubarskim, w gminie Ljig. W 2011 roku liczyła 583 mieszkańców.